# 13163 Koyamachuya
13163 Koyamachuya (tên chỉ định: 1995 UC45) là một tiểu hành tinh vành đai chính. Nó được phát hiện bởi Kin Endate và Kazuro Watanabe ở Đài thiên văn Kitami ở Hokkaidō, Nhật Bản, ngày 28 tháng 10 năm 1995. Nó được đặt theo tên Chuya Koyama.